# Мурри (река)
Му́рри — река в Колумбии, являющаяся одним из трёх основных притоков реки Атрато. Исток реки Мурри расположен на хребте Западных Кордильер, неподалёку от Альто-Прингамосаль, который является водоразделом: к югу от него берёт начало река Атрато, а к северу, на высоте примерно 2795 метров над уровнем моря, — река Мурри..
У реки Мурри есть только один приток, который впадает в Мурри поблизости от местности Quebrada Perdices на высоте около 2100 метров. Далее река протекает мимо следующих местностей:
- На высоте 1680 метров — Quebrada Encarnación.
- На высоте 1450 метров — Quebrada Espinozo.
- На высоте 1330 метров — Quebrada Chupadero.
- На высоте 1285 метров — Quebrada El Duende.
- На высоте 1007 метров — Quebrada San Miguel.